# مدينة بطلة
المدينة البطلة (بالروسية: город-герой)‏، (بالأوكرانية: місто-герой)‏، (بالبيلاروسية: горад-герой) هو اللقب الفخري السوفيتي الممنوح للبطولة المتميزة خلال الحرب العالمية الثانية (تعرف الجبهة الشرقية في معظم دول الاتحاد السوفيتي السابق بالحرب الوطنية العظمى). تم منحها إلى اثنتي عشرة مدينة في الاتحاد السوفيتي. بالإضافة إلى ذلك، حصلت قلعة بريست على لقب مكافئ كـ قلعة بطلة. هذا التمييز الرمزي لمدينة يتوافق مع لقب بطل الاتحاد السوفيتي.
وفقًا للنظام الأساسي، أطلق لقب مدينة بطلة «وسام لينين»، وميدالية النجمة الذهبية، وشهادة الفعل البطولي (جرام) من رئاسة مجلس السوفيت الأعلى للاتحاد السوفيتي. أيضا، تم تثبيت المسلة المقابلة في المدينة.

## قائمة مدن البطل

### قلعة بريست

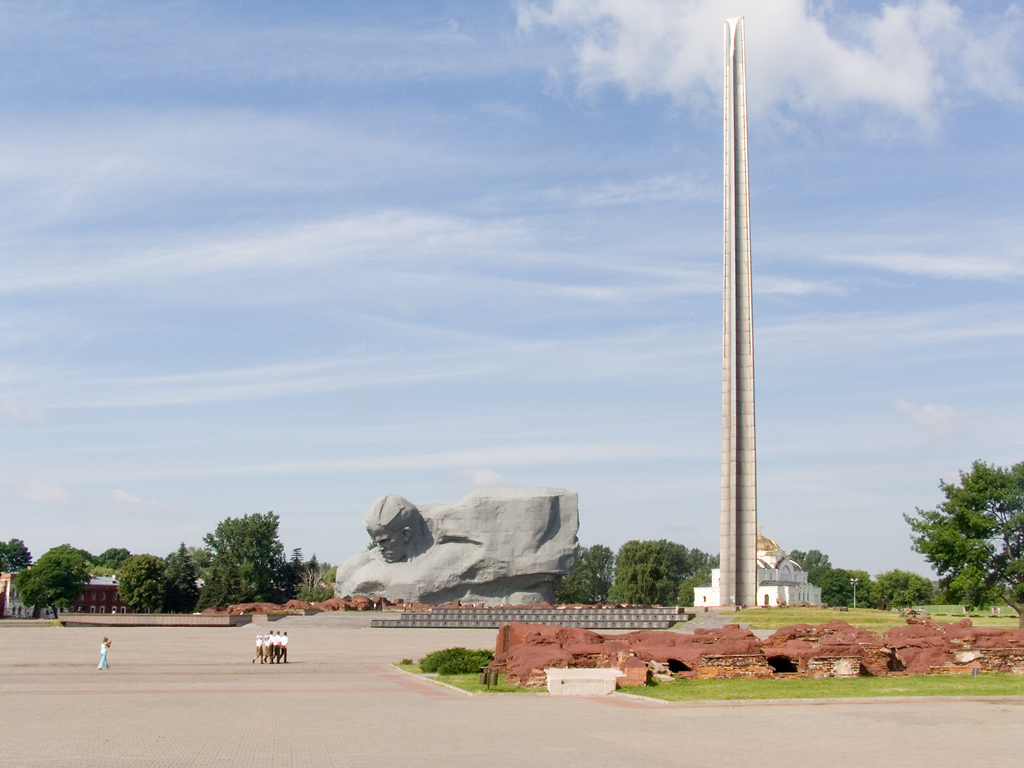
النصب التذكاري لقلعة بريست

منحت قلعة بريست لقب قلعة بطلة في عام 1965. كانت تقع مباشرة على الحدود التي تم تأسيسها مؤخرًا بين الاتحاد السوفيتي وألمانيا النازية والمذكورة في التذييل السري لمعاهدة مولوتوف-ريبنتروب. ولهذا فوجئت حامية القلعة عند بدء غزو المحور في 22 يونيو 1941، وأصبحت موقع أول معركة كبيرة بين حرس الحدود السوفيتي والقوات الألمانية الغازية.

## معرض صور

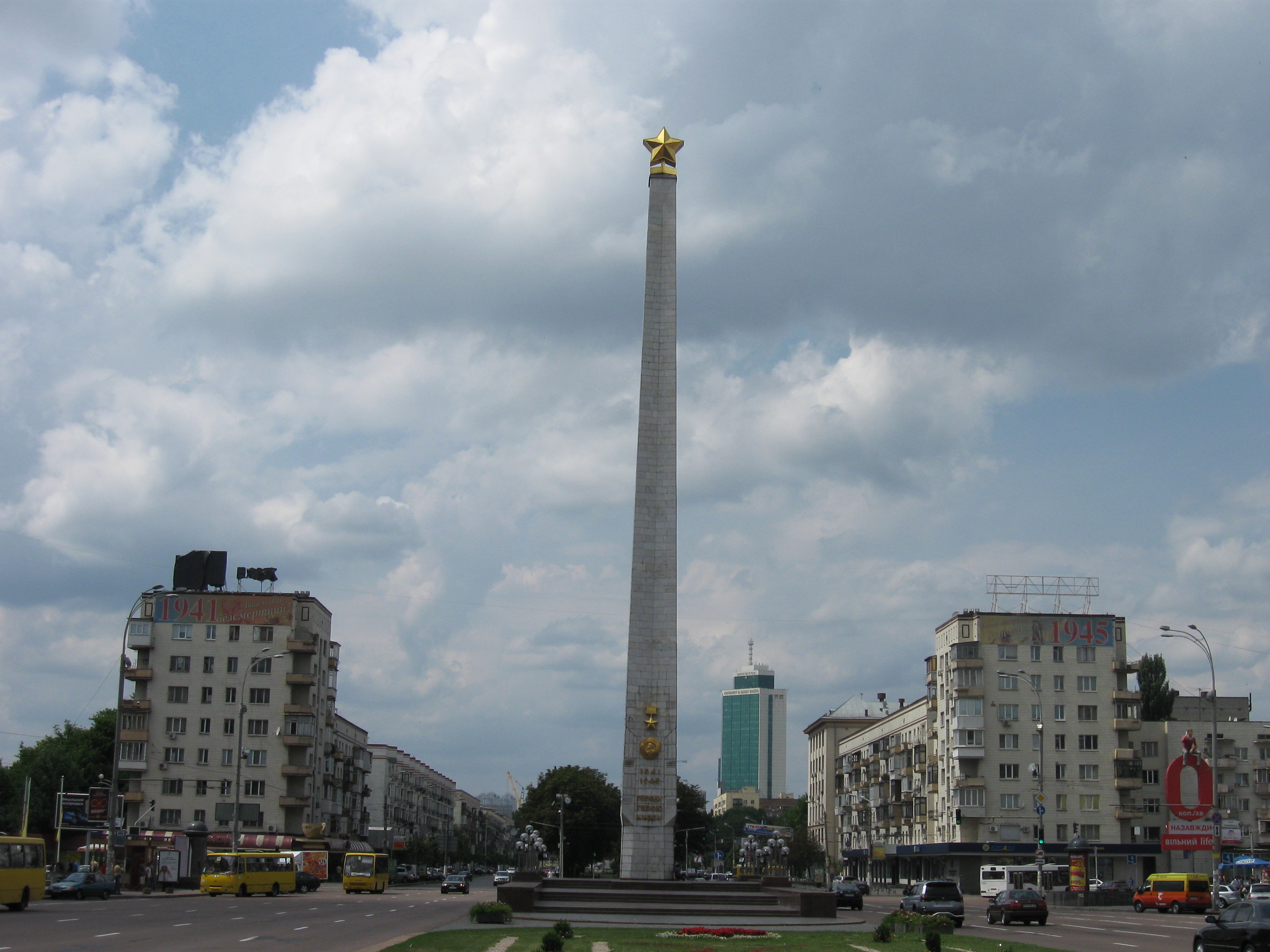
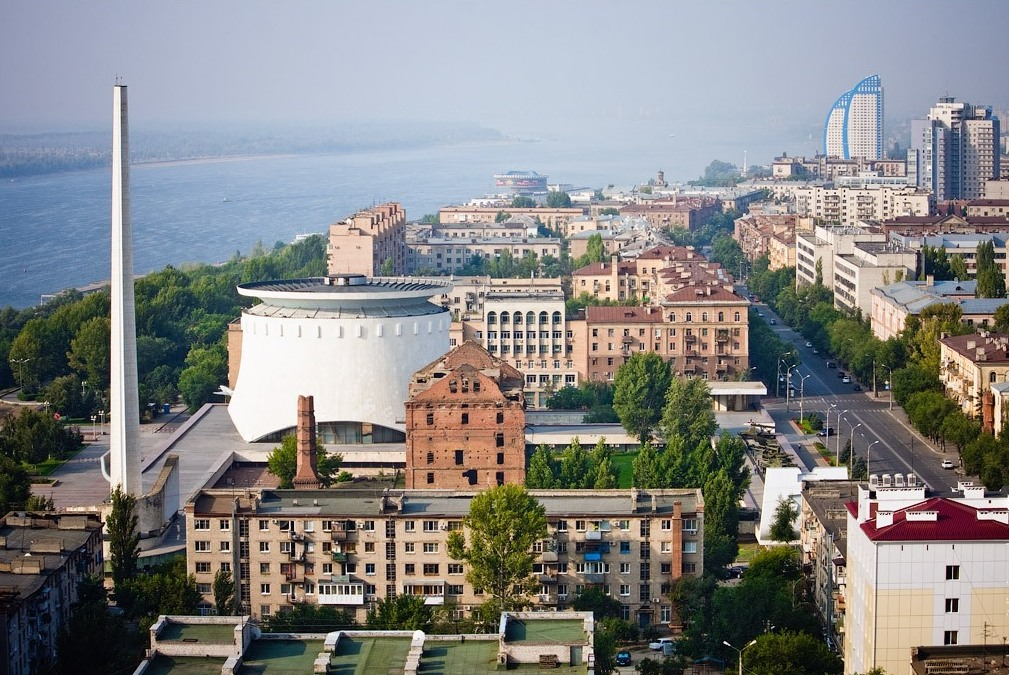
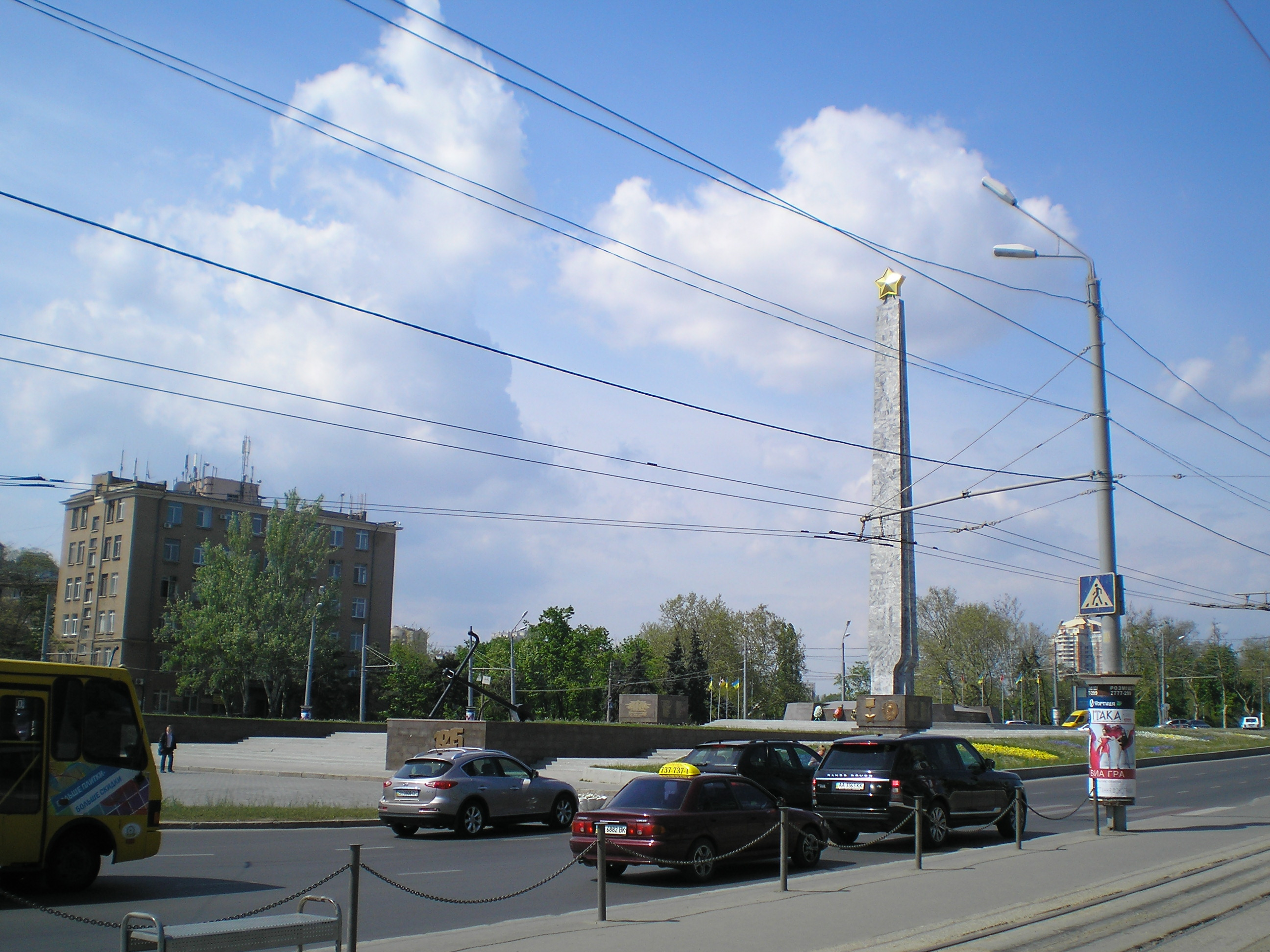
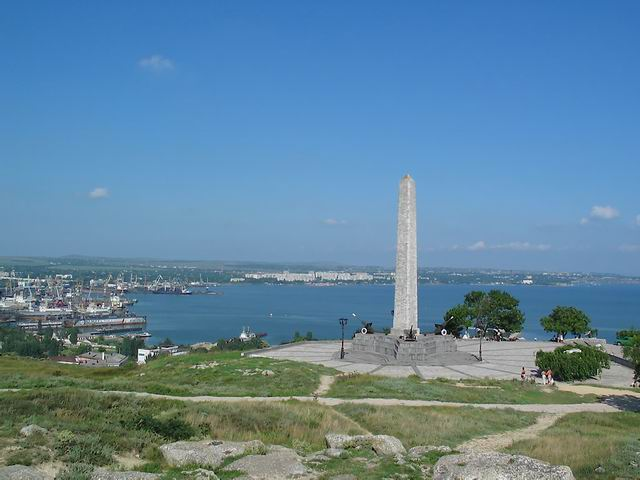
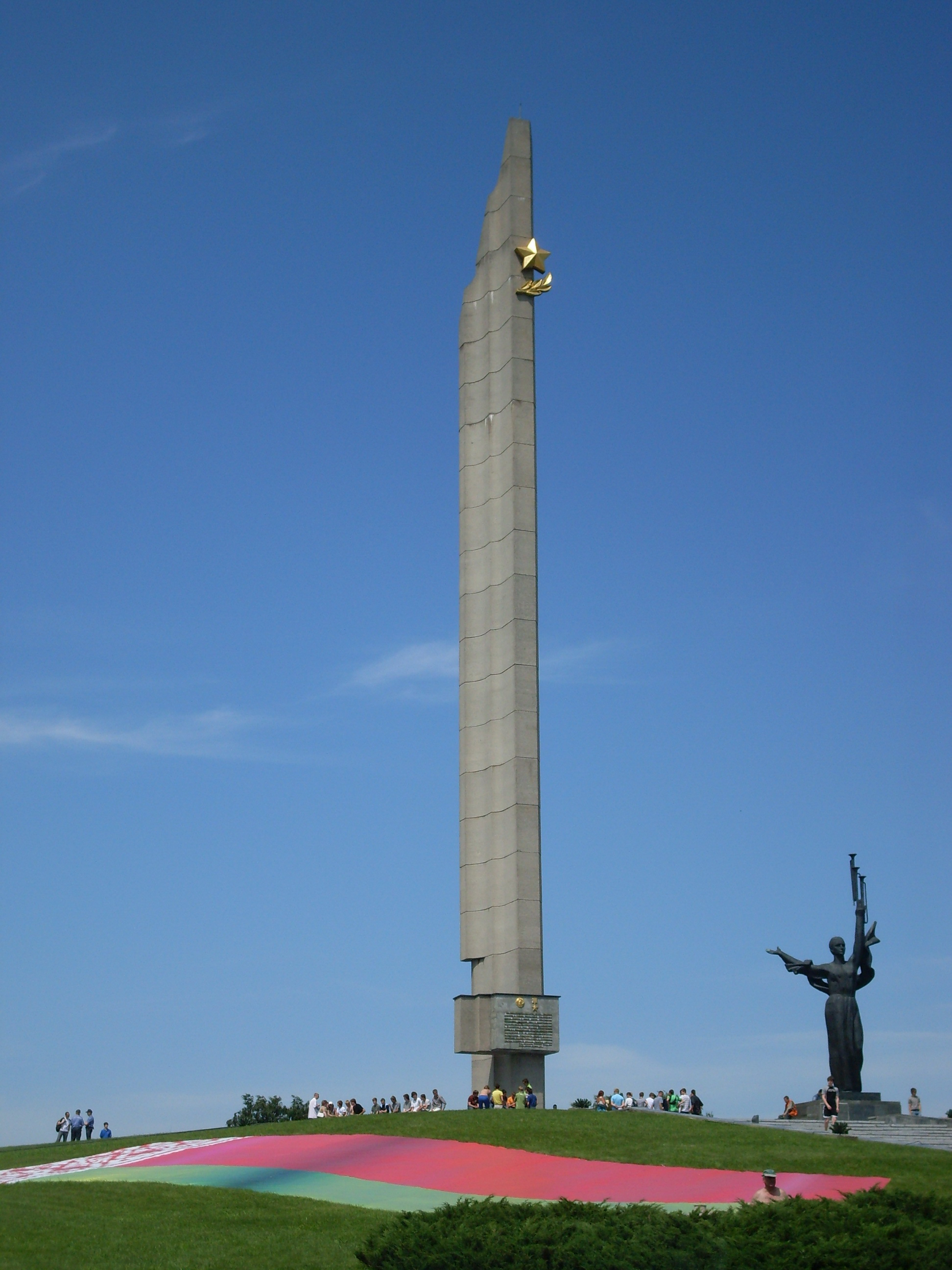
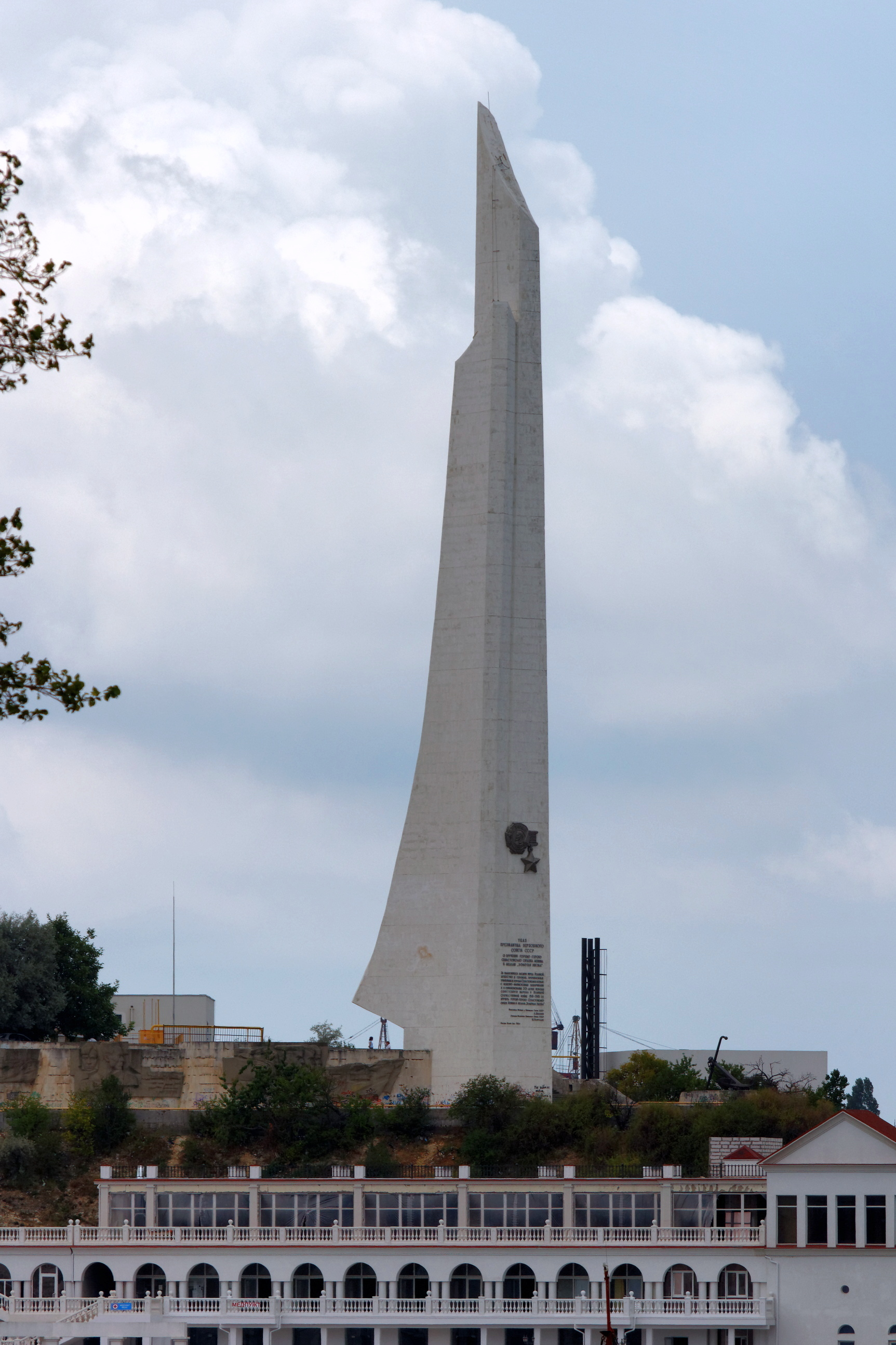